# Cophylinae
Cophylinae – podrodzina płazów bezogonowych z rodziny wąskopyskowatych (Microhylidae). 

## Zasięg występowania
Podrodzina obejmuje gatunki występujące na Madagaskarze.

## Podział systematyczny
Do podrodziny należą następujące rodzaje:
- Anilany Scherz, Vences, Rakotoarison, Andreone, Köhler, Glaw & Crottini, 2016 – jedynym przedstawicielem jest Anilany helenae (Vallan, 2000)
- Anodonthyla Müller, 1892
- Cophyla Boettger, 1880
- Madecassophryne Guibé, 1974 – jedynym przedstawicielem jest Madecassophryne truebae Guibé, 1974
- Mini Scherz, Hutter, Rakotoarison, Riemann, Rödel, Ndriantsoa, Glos, Roberts, Crottini, Vences & Glaw, 2019
- Platypelis Boulenger, 1882
- Plethodontohyla Boulenger, 1882
- Rhombophryne Boettger, 1880
- Stumpffia Boettger, 1881